# Albeřický potok
Albeřický potok je drobný vodní tok pramenící u česko-polských hranic na východním úbočí Albeřického vrchu v horské vesnici Horní Albeřice, která je částí města Horního Maršova v okrese Trutnov. Délka toku měří 3 km, plocha povodí činí 7,47 km². Protéká vesnicemi Horní Albeřice a Dolní Albeřice a v Dolních Lysečinách se vlévá do Lysečinského potoka, který se posléze v Horním Maršově vlévá do Úpy.
Celý tok Albeřického potoka se nachází na území Krkonošského národního parku. V horní části albeřické zástavby potok protéká kolem některých menších lokalit, zařazených do I. zóny národního parku, mezi něž patří například Albeřická jeskyně.

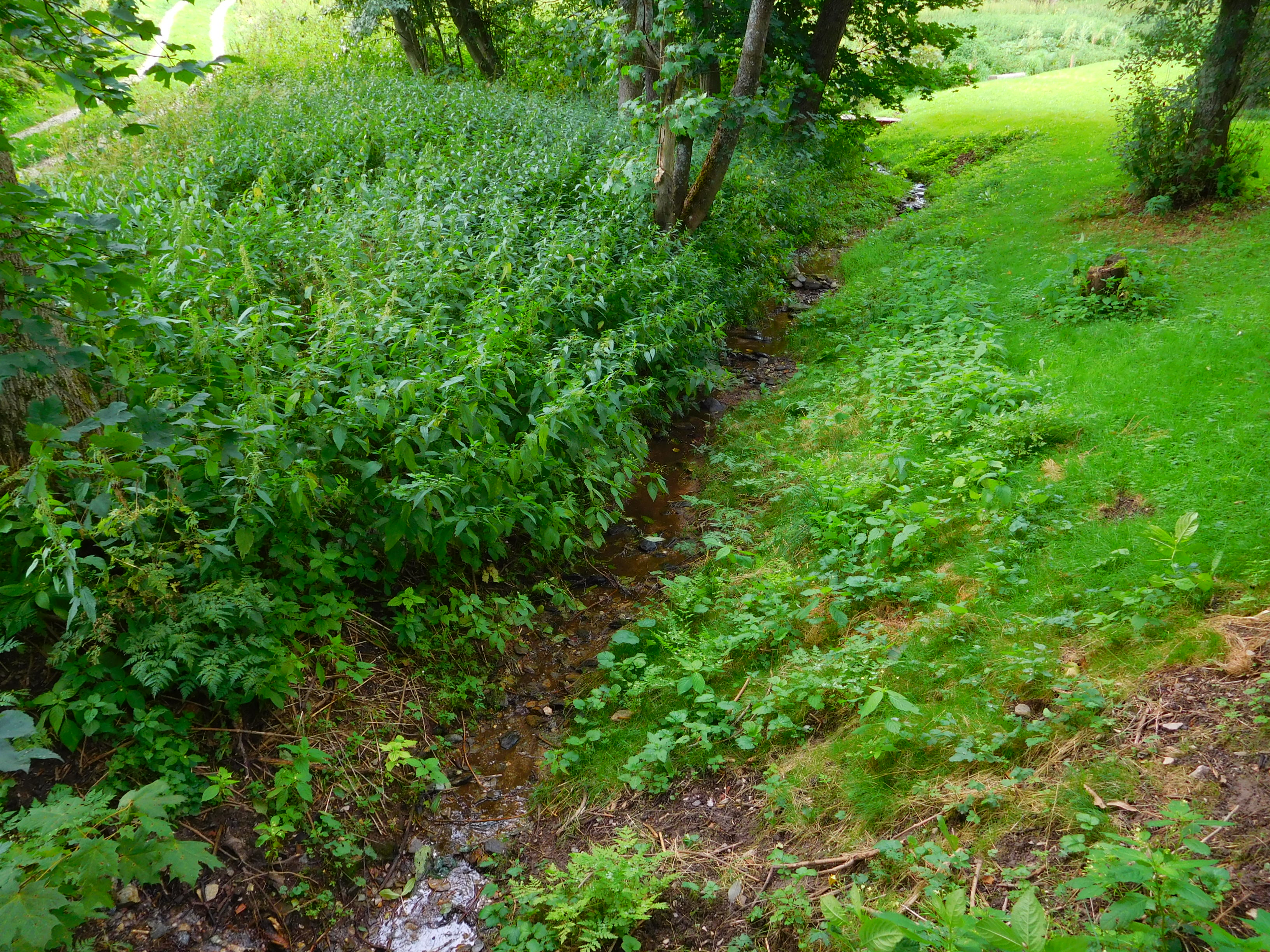
Albeřický potok v létě